# Carioca (Pará de Minas)
Carioca é um distrito do município brasileiro de Pará de Minas, no estado de Minas Gerais. Segundo o censo demográfico de 2022, realizado pelo Instituto Brasileiro de Geografia e Estatística (IBGE), sua população era de 784 habitantes e havia 317 domicílios particulares permanentes ocupados. Possui área de 63 km² conforme a Fundação João Pinheiro (FJP).
De acordo com o IBGE, em 2010 a população era de 826 habitantes e havia 471 domicílios particulares.
Foi criado pela lei estadual nº 1.039 de 12 de dezembro de 1953, a partir do ex-povoado de Carioca e com terras desmembradas do então distrito de Igaratinga (este emancipado em 1962).